# 70. Międzynarodowy Festiwal Filmowy w Wenecji
70. Międzynarodowy Festiwal Filmowy w Wenecji odbył się w dniach 28 sierpnia − 7 września 2013 roku. Imprezę otworzył pokaz amerykańskiego filmu Grawitacja w reżyserii Alfonso Cuaróna. W konkursie głównym zaprezentowano 20 filmów pochodzących z 12 różnych krajów.
Jury pod przewodnictwem włoskiego reżysera Bernardo Bertolucciego przyznało nagrodę główną festiwalu, Złotego Lwa, włoskiemu filmowi dokumentalnemu Rzymska aureola w reżyserii Gianfranco Rosiego. Drugą nagrodę w konkursie głównym, Grand Prix Jury, przyznano tajwańskiemu filmowi Bezpańskie psy w reżyserii Tsai Ming-lianga.
Honorowego Złotego Lwa za całokształt twórczości odebrał amerykański reżyser William Friedkin. Galę otwarcia i zamknięcia festiwalu prowadziła włoska aktorka Eva Riccobono.

## Członkowie jury

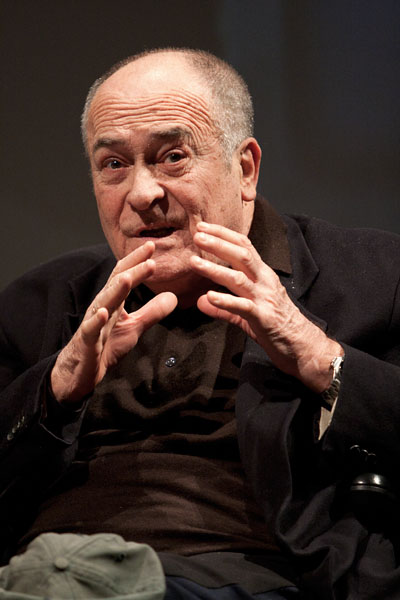
Przewodniczący jury konkursu głównego Bernardo Bertolucci.

### Konkurs główny
- Bernardo Bertolucci, włoski reżyser − przewodniczący jury[6]
- Andrea Arnold, brytyjska reżyserka
- Renato Berta, szwajcarski operator filmowy
- Carrie Fisher, amerykańska aktorka
- Martina Gedeck, niemiecka aktorka
- Pablo Larraín, chilijski reżyser
- Virginie Ledoyen, francuska aktorka
- Ryūichi Sakamoto, japoński kompozytor
- Jiang Wen, chiński reżyser i aktor

### Sekcja „Horyzonty”
- Paul Schrader, amerykański reżyser − przewodniczący jury
- Catherine Corsini, francuska reżyserka
- Leonardo Di Costanzo, włoski reżyser
- Golshifteh Farahani, irańska aktorka
- Frédéric Fonteyne, belgijski reżyser
- Ksienija Rappoport, rosyjska aktorka
- Amr Waked, egipski aktor

### Nagroda im. Luigiego De Laurentiisa
- Haifaa al-Mansour, saudyjska reżyserka − przewodnicząca jury
- Amat Escalante, meksykański reżyser
- Aleksiej German młodszy, rosyjski reżyser
- Ariane Labed, francuska aktorka
- Maria Sole Tognazzi, włoska reżyserka

## Selekcja oficjalna

### Otwarcie i zamknięcie festiwalu
|             | Tytuł                         | Reżyseria        | Kraj produkcji    |
| ----------- | ----------------------------- | ---------------- | ----------------- |
| Otwierający | Grawitacja                    | Alfonso Cuarón   | Stany Zjednoczone |
| Zamykający  | Amazonia. Przygody małpki Sai | Thierry Ragobert | Brazylia          |

### Konkurs główny
Następujące filmy zostały wyselekcjonowane do udziału w konkursie głównym o Złotego Lwa:
| Tytuł polski               | Tytuł oryginalny        | Reżyseria           | Kraj produkcji    |
| -------------------------- | ----------------------- | ------------------- | ----------------- |
| Ana Arabia                 | אנה ערביה Ana Arabia    | Amos Gitaj          | Izrael            |
| Dziecię boże               | Child of God            | James Franco        | Stany Zjednoczone |
| Żona policjanta            | Die Frau des Polizisten | Philip Gröning      | Niemcy            |
| Samotnik                   | L'intrepido             | Gianni Amelio       | Włochy            |
| Zazdrość                   | La jalousie             | Philippe Garrel     | Francja           |
| Bezpańskie psy             | 郊遊 Jiao you           | Tsai Ming-liang     | Tajwan            |
| Joe                        | Joe                     | David Gordon Green  | Stany Zjednoczone |
| Zrywa się wiatr            | 風立ちぬ Kaze tachinu   | Hayao Miyazaki      | Japonia           |
| Miss Violence              | Miss Violence           | Aleksandros Awranas | Grecja            |
| Night Moves                | Night Moves             | Kelly Reichardt     | Stany Zjednoczone |
| Parkland                   | Parkland                | Peter Landesman     | Stany Zjednoczone |
| Tajemnica Filomeny         | Philomena               | Stephen Frears      | Wielka Brytania   |
| Rzymska aureola            | Sacro GRA               | Gianfranco Rosi     | Włochy            |
| Tarasy na dachach          | لسطوح Es-Stouh          | Merzak Allouache    | Algieria          |
| Tom                        | Tom à la ferme          | Xavier Dolan        | Kanada            |
| Ścieżki                    | Tracks                  | John Curran         | Australia         |
| Pod skórą                  | Under the Skin          | Jonathan Glazer     | Wielka Brytania   |
| Wiedzieć czego się nie wie | The Unknown Known       | Errol Morris        | Stany Zjednoczone |
| Ulica w Palermo            | Via Castellana Bandiera | Emma Dante          | Włochy            |
| Teoria wszystkiego         | The Zero Theorem        | Terry Gilliam       | Wielka Brytania   |

### Pokazy pozakonkursowe
Następujące filmy zostały wyświetlone na festiwalu w ramach pokazów pozakonkursowych:

#### Filmy fabularne
| Tytuł polski                             | Tytuł oryginalny                              | Reżyseria                                 | Kraj produkcji    |
| ---------------------------------------- | --------------------------------------------- | ----------------------------------------- | ----------------- |
| Amazonia. Przygody małpki Sai            | Amazonia                                      | Thierry Ragobert                          | Brazylia          |
| Druga ojczyzna - kronika tęsknoty        | Die andere Heimat - Chronik einer Sehnsucht   | Edgar Reitz                               | Niemcy            |
| The Canyons                              | The Canyons                                   | Paul Schrader                             | Stany Zjednoczone |
| Jak dziwnie mieć na imię Federico        | Che strano chiamarsi Federico                 | Ettore Scola                              | Włochy            |
| Grawitacja                               | Gravity                                       | Alfonso Cuarón                            | Stany Zjednoczone |
| Space Pirate Captain Harlock             | 宇宙海賊キャプテンハーロック Kyaputen Hārokku | Shinji Aramaki                            | Japonia           |
| Locke                                    | Locke                                         | Steven Knight                             | Wielka Brytania   |
| Myszka Miki (odcinek 1.12 O Sole Minnie) | Mickey Mouse: O Sole Minnie                   | Clay Morrow, Paul Rudish i Aaron Springer | Stany Zjednoczone |
| Moebius                                  | 뫼비우스 Moebiuseu                            | Kim Ki-duk                                | Korea Południowa  |
| Na zawsze twoja                          | A Promise                                     | Patrice Leconte                           | Francja           |
| Wałęsa. Człowiek z nadziei               | Wałęsa. Człowiek z nadziei                    | Andrzej Wajda                             | Polska            |
| Wolf Creek 2                             | Wolf Creek 2                                  | Greg McLean                               | Australia         |
| Bez przebaczenia                         | 許されざる者 Yurusarezaru mono                | Lee Sang-il                               | Japonia           |

#### Filmy dokumentalne
| Tytuł polski                                 | Tytuł oryginalny                      | Reżyseria                 | Kraj produkcji    |
| -------------------------------------------- | ------------------------------------- | ------------------------- | ----------------- |
| Kłamstwa Armstronga                          | The Armstrong Lie                     | Alex Gibney               | Stany Zjednoczone |
| At Berkeley                                  | At Berkeley                           | Frederick Wiseman         | Stany Zjednoczone |
| Con il fiato sospeso (film krótkometrażowy)  | Con il fiato sospeso                  | Costanza Quatriglio       | Włochy            |
| Póki szaleństwo nas nie rozdzieli            | 瘋愛 Feng ai                          | Wang Bing                 | Hongkong          |
| Rezerwat Pine Ridge                          | Pine Ridge                            | Anna Eborn                | Dania             |
| Redemption (film krótkometrażowy)            | Redemption                            | Miguel Gomes              | Portugalia        |
| Zappa wraca na Sycylię                       | Summer '82: When Zappa Came to Sicily | Salvo Cuccia              | Włochy            |
| Ukraina to nie burdel                        | Ukraine Is Not a Brothel              | Kitty Green               | Ukraina           |
| La voce di Berlinguer (film krótkometrażowy) | La voce di Berlinguer                 | Mario Sesti i Teho Teardo | Włochy            |

### Sekcja „Horyzonty”
Następujące filmy zostały wyświetlone na festiwalu w ramach sekcji „Horyzonty”:
| Tytuł polski         | Tytuł oryginalny                    | Reżyseria                           | Kraj produkcji    |
| -------------------- | ----------------------------------- | ----------------------------------- | ----------------- |
| Jakieś dziewczyny    | Algunas chicas                      | Santiago Palavecino                 | Argentyna         |
| Młodszy brat         | Бауыр Bauyr                         | Serik Aprymow                       | Kazachstan        |
| Chłopaki ze Wschodu  | Eastern Boys                        | Robin Campillo                      | Francja           |
| Je m'appelle Hmmm... | Je m'appelle Hmmm...                | Agnès B.                            | Francja           |
| Zabawmy się w piekle | 地獄でなぜ悪い Jigoku de naze warui | Sion Sono                           | Japonia           |
| Ryba i kot           | ماهی و گربه Mahi va gorbeh          | Shahram Mokri                       | Iran              |
| Medeas               | Medeas                              | Andrea Pallaoro                     | Stany Zjednoczone |
| Palo Alto            | Palo Alto                           | Gia Coppola                         | Stany Zjednoczone |
| Mała ojczyzna        | Piccola patria                      | Alessandro Rossetto                 | Włochy            |
| Pierwszy śnieg       | La prima neve                       | Andrea Segre                        | Włochy            |
| Ruin                 | Ruin                                | Michael Cody i Amiel Courtin-Wilson | Australia         |
| Ostatni sakrament    | The Sacrament                       | Ti West                             | Stany Zjednoczone |
| Zatrzymane życie     | Still Life                          | Uberto Pasolini                     | Wielka Brytania   |
| Trzecia połowa       | Il terzo tempo                      | Enrico Maria Artale                 | Włochy            |
| We Are the Best!     | Vi är bäst!                         | Lukas Moodysson                     | Szwecja           |
| Życie po             | La vida después                     | David Peblos                        | Meksyk            |
| Wilcze dzieci        | Wolfskinder                         | Rick Ostermann                      | Niemcy            |

## Laureaci nagród

### Konkurs główny
Złoty Lew

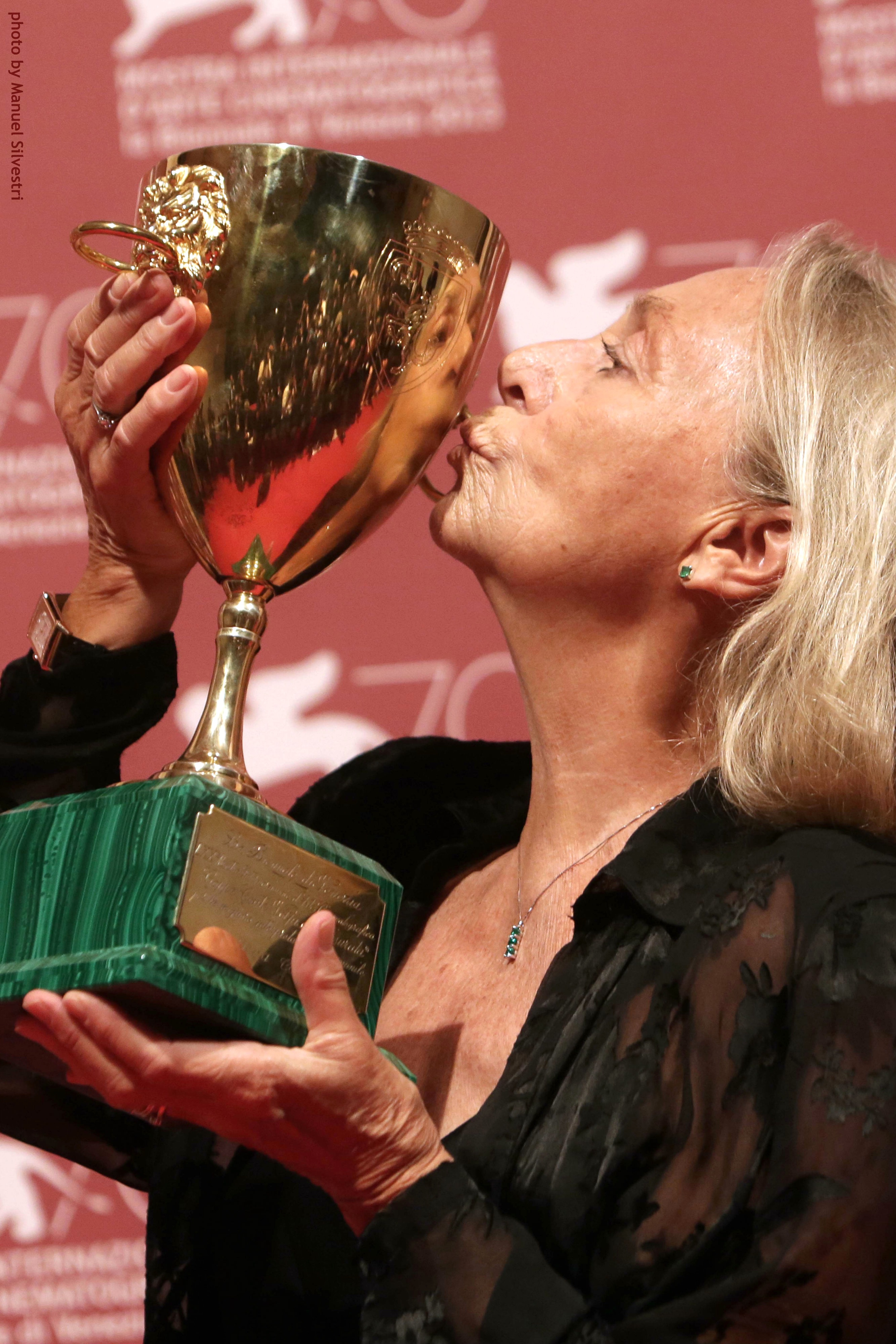
Elena Cotta, laureatka Pucharu Volpiego dla najlepszej aktorki.

- Rzymska aureola, reż. Gianfranco Rosi

Wielka Nagroda Jury
- Bezpańskie psy, reż. Tsai Ming-liang

Srebrny Lew dla najlepszego reżysera
- Aleksandros Awranas − Miss Violence

Nagroda Specjalna Jury
- Żona policjanta, reż. Philip Gröning

Puchar Volpiego dla najlepszej aktorki
- Elena Cotta − Ulica w Palermo

Puchar Volpiego dla najlepszego aktora
- Themis Panou − Miss Violence

Złota Osella za najlepszy scenariusz
- Steve Coogan i Jeff Pope − Tajemnica Filomeny

Nagroda im. Marcello Mastroianniego dla początkującego aktora lub aktorki
- Tye Sheridan − Joe

### Sekcja „Horyzonty”
Nagroda Główna
- Chłopaki ze Wschodu, reż. Robin Campillo

Nagroda Specjalna Jury
- Ruin, reż. Michael Cody i Amiel Courtin-Wilson

Nagroda za najlepszą reżyserię
- Uberto Pasolini − Zatrzymane życie

Nagroda Specjalna za innowacyjność
- Ryba i kot, reż. Shahram Mokri

Nagroda za najlepszy film krótkometrażowy
- Kush, reż. Shubhashish Bhutiani

### Wybrane pozostałe nagrody
Nagroda im. Luigiego De Laurentiisa za najlepszy debiut reżyserski
- Biały cień, reż. Noaz Deshe

Nagroda Publiczności w sekcji „Międzynarodowy Tydzień Krytyki”
- Mój kuzyn Zoran, reż. Matteo Oleotto

Nagroda Główna w sekcji „Venice Days”
- Na śmierć i życie, reż. John Krokidas

Nagroda Label Europa Cinemas dla najlepszego filmu europejskiego
- Dobre życie, reż. Jean Denizot
  - Wyróżnienie Specjalne:  Alienacja, reż. Miłko Lazarow

Nagroda sekcji „Venice Classics” za najlepiej odrestaurowany film
- Własność nie pochodzi już z kradzieży, reż. Elio Petri

Nagroda sekcji „Venice Classics” za najlepszy film dokumentalny o tematyce filmowej
- Outsiderzy: James Benning i Richard Linklater, reż. Gabe Klinger

Nagroda FIPRESCI
- Konkurs główny:  Tom, reż. Xavier Dolan
- Sekcje paralelne:  Zjazd absolwentów, reż. Anna Odell

Nagroda im. Francesco Pasinettiego (SNGCI – Narodowego Stowarzyszenia Włoskich Krytyków Filmowych)
- Najlepszy włoski film:  Zatrzymane życie, reż. Uberto Pasolini (koprodukcja)
- Najlepszy włoski aktor:  Antonio Albanese − Samotnik
- Najlepsza włoska aktorka:  Elena Cotta i Alba Rohrwacher − Ulica w Palermo
  - Wyróżnienie Specjalne:  Maria Rosaria Omaggio − Wałęsa. Człowiek z nadziei
  - Wyróżnienie Specjalne:  Trzecia połowa, reż. Enrico Maria Artale

Nagroda SIGNIS (Międzynarodowej Organizacji Mediów Katolickich)
- Tajemnica Filomeny, reż. Stephen Frears
  - Wyróżnienie Specjalne:  Ana Arabia, reż. Amos Gitaj

Nagroda CICAE (Międzynarodowej Konfederacji Kin Studyjnych)
- Zatrzymane życie, reż. Uberto Pasolini

Queerowy Lew dla najlepszego filmu o tematyce LGBT
- Tajemnica Filomeny, reż. Stephen Frears

Nagroda UNICEF-u
- Tajemnica Filomeny, reż. Stephen Frears

Nagroda UNESCO
- At Berkeley, reż. Frederick Wiseman

Honorowy Złoty Lew za całokształt twórczości
- William Friedkin